# Patet

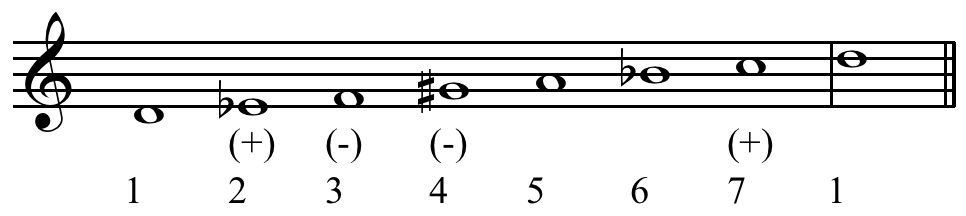
Pelog aproximat a notació occidental.

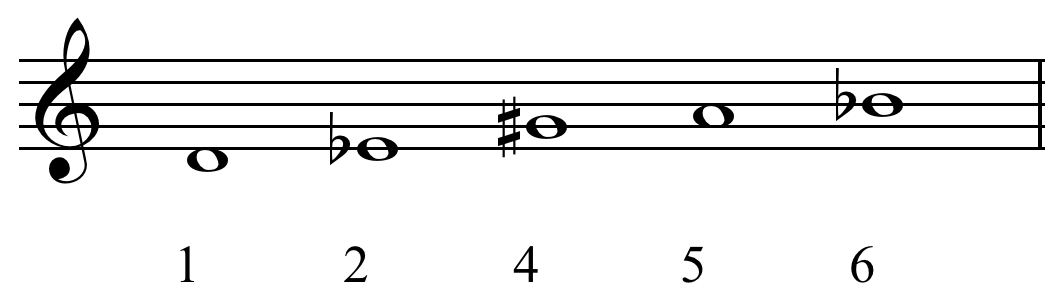
Pelog bem.

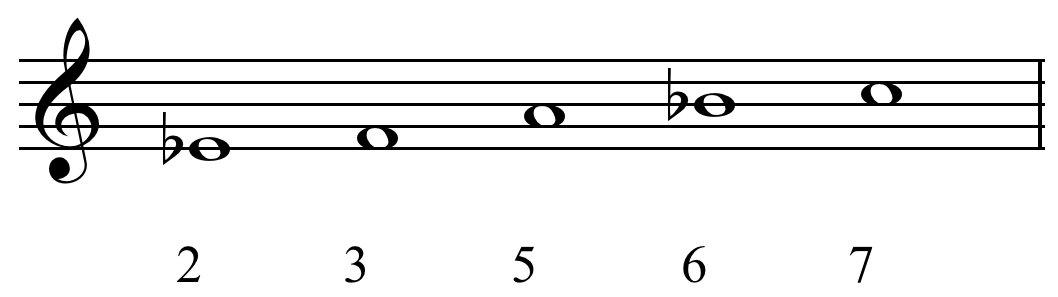
Pelog barang.

Patet (principalment pathet en javanès) és un concepte organitzatiu de la música de gamelan de Java Central. És un sistema de jerarquies tonals en el qual algunes notes s'enfatitzen més que d'altres. La paraula en javanès significa "desanimar" o "reprimir-se de". Patet és "una limitació de les variacions de l'intèrpret, de manera que mentre que en un patet una nota en concret s'enfatitzarà, en un altre això s'haurà d'evitar, o simplement es farà un efecte especial. Ser conscient de tals limitacions i de l'exploració de la variació dins d'aquestes, reflecteix un objectiu filosòfic principal de la música de gamelan (i de tot l'art a Java Central), concretament, controlar i refinar el comportament d'un mateix." Els javanesos sovint donen explicacions poètiques del patet, com per exemple, "Patet és el sofà o llit d'una melodia." En essència, un patet indica quines notes s'accentuen dins la melodia, especialment al final de les frases (seleh), a més de determinar quines elaboracions (cengkok i sekaran) són apropiades. No obstant, hi ha peces en les quals s'hi observa una barreja de patets, de manera que aquestes generalitzacions no són més que una aproximació, a la qual cal sumar-hi les característiques singulars de cada composició i altres influències de cada estil.

## Classificació
A la música javanesa tradicionalment hi ha sis patets, tres per cada sistema d'afinació, pelog i slendro. Els sistemes corresponen els uns als altres en els tons emfatitzats, com es mostra a la taula següent (donada en notació kepatihan), tot i que, per descomptat, els números no indiquen les mateixes frqüències,
| Pélog Patet  | Corresponent Slendro Patet | "Tònica" accentuada | "Dominant" forta | Evitat a slendro | Poc comú a pélog |
| ------------ | -------------------------- | ------------------- | ---------------- | ---------------- | ---------------- |
| Lima pelog   | Nem slendro                | 2                   | 5                | 1                | 7                |
| Nem pelog    | Sanga slendro              | 5                   | 1                | 3                | 7                |
| Barang pelog | Manyura slendro            | 6                   | 2                | 5                | 1                |

(Nota: el patet lima pelog i el nem slendro no són paral·lels musicalment.) La relació musical entre patets fa possible transposar algunes peces d'un patet a l'altre, així com compartir cengkok a diferents transposicions. Algunes de les transposicions directes del balungan: des de manyura a sanga baixant un to les notes; de manyura a barang pelog canviant el to u pel set, i canviant 2126 a 2756; de sanga slendro a nem pelog tocant slendro balungan en pelog.
Els escrits de l'erudit i etnomusicòleg Mantle Hood sobre el patet, ja no considerats acreditatius, proposen que en el pelog el 4 sigui un to "dissonant"; instruments elaboradors com el gender i el gambang normalment toquen els tons 3 o 5, adjacents. Aquestes notes dissonants quasi mai s'usen com a seleh. Els termes "tònica" i "dominant" són utilitzats per algunes fonts. Els javanesos utilitzen la terminologia padhang i ulihan, o pregunta i resposta, per descriure les semàtiques del balungan or lagu (melodia). Un altre sistema de designació proposat per Hood, va ser el següent: 1r To del Gong (Gong Tone I) per la tònica, Dasar per la dominant, i 2n To del Gong (Gong Tone II) per una altra nota dominant en el context del procés cadencial.
Hi ha dos termes més trobats al pelog: patet bem i patet manyura. El patet bem, referit a un patet pelog que utilitza el to u com a primer grau de l'escala 1 2 3 5 6, es fa servir a la vegadacom a terme general per indicar tant el patet nem pelog i com el patet lima pelog (especialment a Yogya, on tradicionalment no s'han distingit). Mantle Hood va trobar a través d'un anàlisi del gending d'aquests patets que els seus patrons típics són diferents. L'altre patet, el manyura pelog, també anomenat nyamat, és una equivalència directa del manyura slendro en sistema pelog, sense la substitució del 7 per l'1 del patet barang. Això es produeix a una petita fracció dels gendings.

## Cadències
Mantle Hood va proposar certes idees basades en un desplaçament d'una sola octava d'aquestes cadències característiques. En les seves primeres escritures occidentals sobre el patet, va conjeturar que una de les distincions més clares entre els patets són les típiques cadències que apareixen en el balungan, sobre tot al final de les frases marcades per kenong or gong. Aquestes idees han sigut àmpliament rebutjades a mesura que s'ha anat comprenent millor la pràctica perfomàtica javanesa, i recerques posteriors han demostrat que en quan al patet i lagu, són representats més clarament per instruments amb rangs superiors al d'una octava, com el rebab i la veu.
- Slendro
  - Nem: 6-5-3-2
  - Sanga: 2-1-6-5
  - Manyura: 3-2-1-6
- Pelog
  - Lima: 5-4-2-1 (vell) o 5-3-2-1 (nou)
  - Nem: 2-1-6-5
  - Barang: 3-2-7-6
  - Manyura: 3-2-1-6

## Ús
En un vespre de wayang, el patet de l'acompanyament en progrès és fa durant la representació. A slendro, la seqüència és de nem a sanga a manyura; a pelog, de lima a nem a barang. Al principi, wayang només es feia en slendro, però ara és comú combinar slendro i pelog al wayang, la dansa, i la representacións klenengan (música pura). Les seccions del wayng també s'associen amb etapes de la vida i una sèrie d'emocions; això influeix en el sentiment, el joc i la interpretació de peces en cada patet.
Vàries peces poden ser transposades d'un patet a un altre. A vegades, això provoca la substitució d'algunes notes. Molts cengkok i sekaran tenen versions corresponents a patets diferents.
A cada patet hi ha diverses patetan, melodies de mètrica lliure, les quals diuen d'expressar l'essència del patet. Al wayang, aquestes estàn basades en l'estructura melòdica de les cançons solistes interpretades pel dhalang, com ara suluk o ada-ada. Quan el gamelan es toca independentment del wayang, les patetan són tocades instrumentalment pels instruments suaus i elaborats—rebab, gender, gambang, i suling—al principi o a la finalització de les peces, seguint el contorn de la melodia vocal associada.